# Westwood (Kansas)
Westwood és una població dels Estats Units a l'estat de Kansas. Segons el cens del 2000 tenia 1.533 habitants.

## Demografia
Segons el cens del 2000, Westwood tenia 1.533 habitants, 711 habitatges, i 418 famílies. La densitat de població era de 1.479,7 habitants/km².
Dels 711 habitatges en un 24,6% hi vivien nens de menys de 18 anys, en un 48,8% hi vivien parelles casades, en un 7,2% dones solteres, i en un 41,1% no eren unitats familiars. En el 35,3% dels habitatges hi vivien persones soles el 12,2% de les quals corresponia a persones de 65 anys o més que vivien soles. El nombre mitjà de persones vivint en cada habitatge era de 2,16 i el nombre mitjà de persones que vivien en cada família era de 2,82.
Per edats la població es repartia de la següent manera: un 20,5% tenia menys de 18 anys, un 4,2% entre 18 i 24, un 35,1% entre 25 i 44, un 22,8% de 45 a 60 i un 17,3% 65 anys o més.
L'edat mediana era de 39 anys. Per cada 100 dones de 18 o més anys hi havia 83,7 homes.
La renda mediana per habitatge era de 49.185 $ i la renda mediana per família de 66.765 $. Els homes tenien una renda mediana de 49.167 $ mentre que les dones 35.898 $. La renda per capita de la població era de 31.048 $. Entorn del 2,6% de les famílies i el 4,2% de la població estaven per davall del llindar de pobresa.

## Poblacions més properes
El següent diagrama mostra les poblacions més properes.